# Англар-де-Салер
Англа́р-де-Сале́р (фр. Anglards-de-Salers, окс. Anglars de Salern) — коммуна во Франции, находится в регионе Овернь. Департамент — Канталь. Входит в состав кантона Салер. Округ коммуны — Морьяк.
Код INSEE коммуны — 15006.
Коммуна расположена приблизительно в 410 км к югу от Парижа, в 85 км юго-западнее Клермон-Феррана, в 32 км к северу от Орийака.

## Население
Население коммуны на 2008 год составляло 783 человека.
| 1962 | 1968 | 1975 | 1982 | 1990 | 1999 | 2008 |
| ---- | ---- | ---- | ---- | ---- | ---- | ---- |
| 1372 | 1240 | 1037 | 819  | 843  | 755  | 783  |

## Экономика
В 2007 году среди 457 человек в трудоспособном возрасте (15—64 лет) 316 были экономически активными, 141 — неактивными (показатель активности — 69,1 %, в 1999 году было 68,2 %). Из 316 активных работали 294 человек (169 мужчин и 125 женщин), безработных было 22 (8 мужчин и 14 женщин). Среди 141 неактивных 29 человек были учениками или студентами, 56 — пенсионерами, 56 были неактивными по другим причинам.

## Достопримечательности
- Замок Лонжвернь[фр.] (XV век). Памятник истории с 2002 года[3]
- Церковь Сен-Тирс[фр.] в романском стиле (XII век). Памятник истории с 1977 года[4]
- Замок Ла-Тремольер[фр.] (XV век). Памятник истории с 1963 года[5]

## Фотогалерея

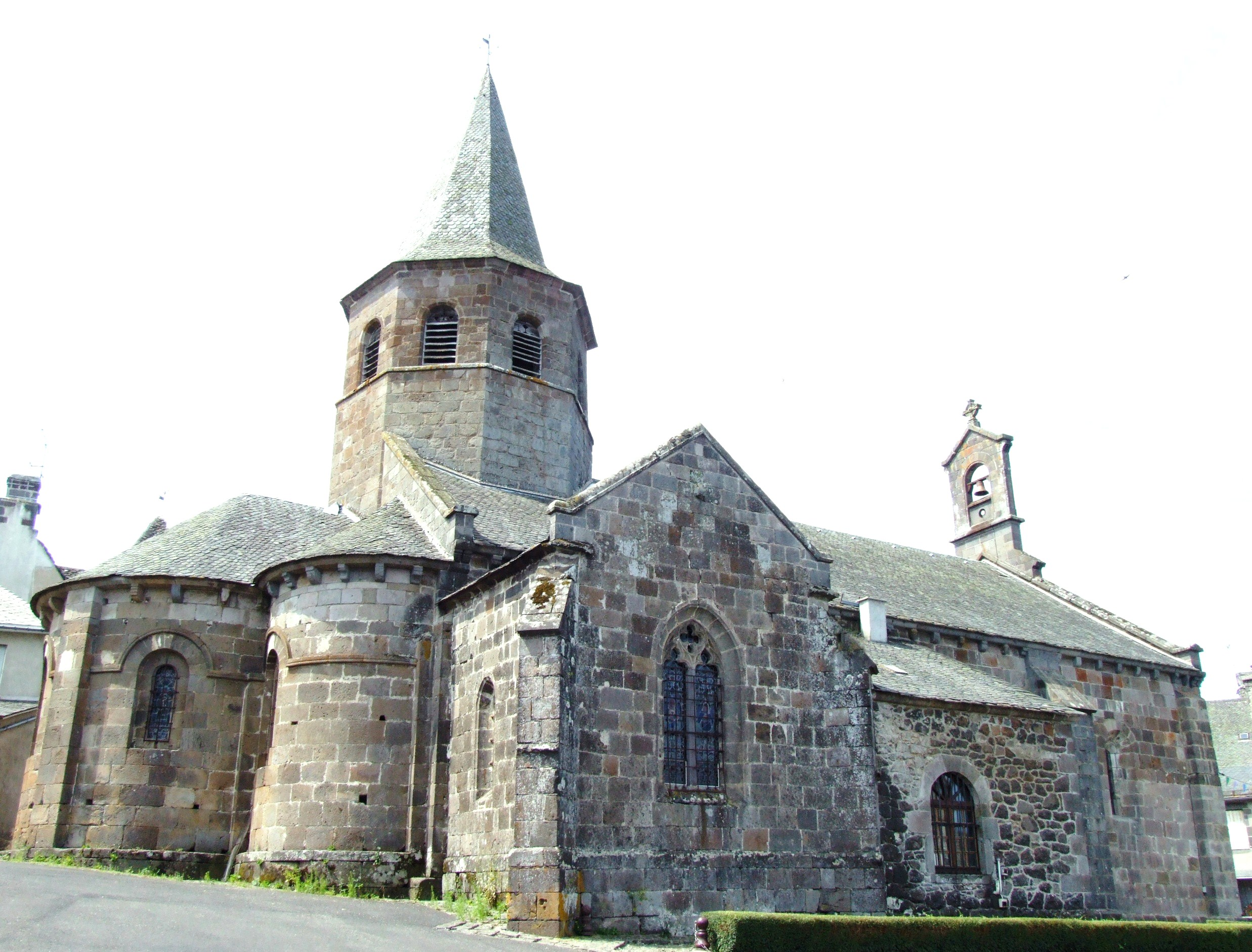
Церковь Сен-Тирс
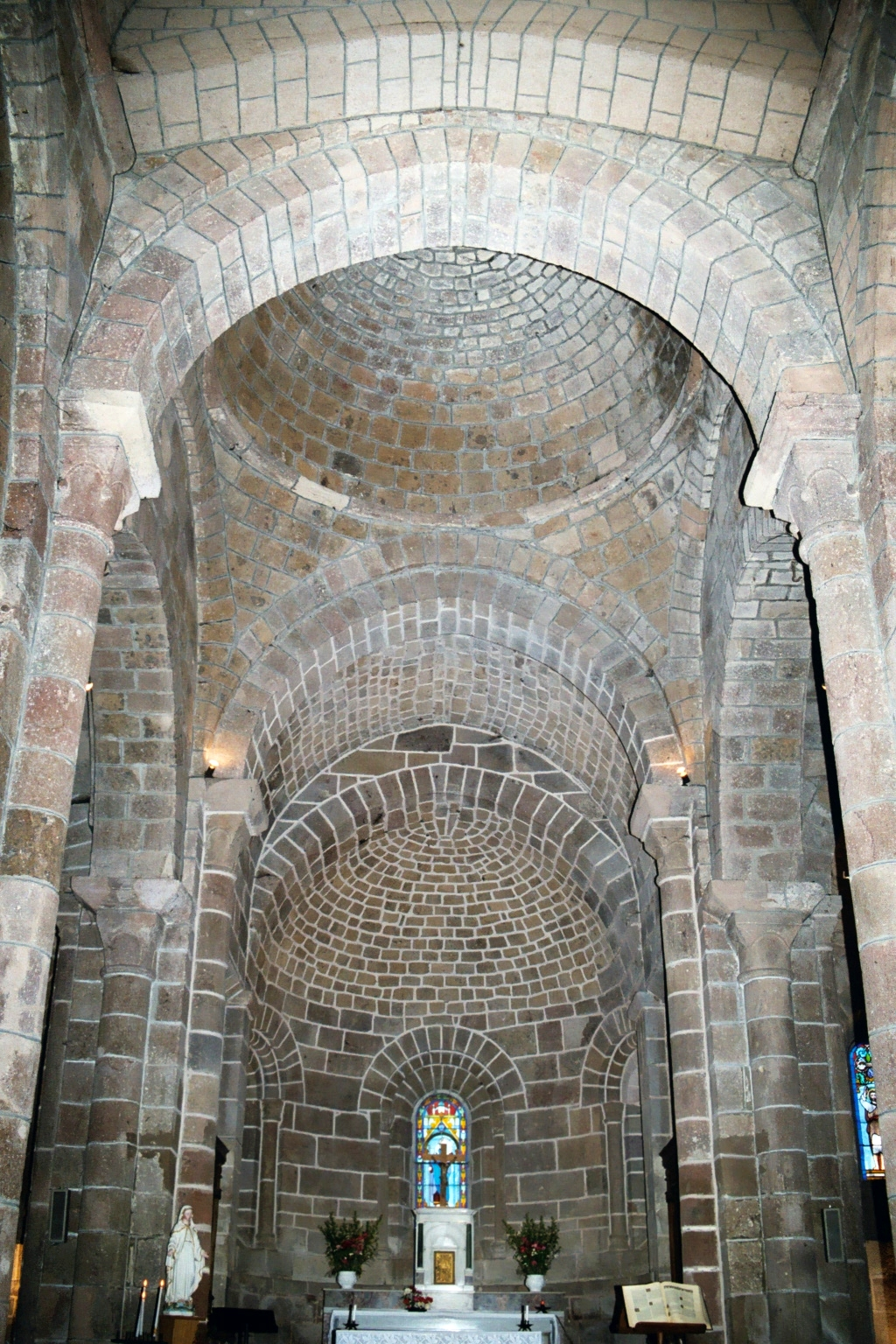
Интерьер церкви Сен-Тирс
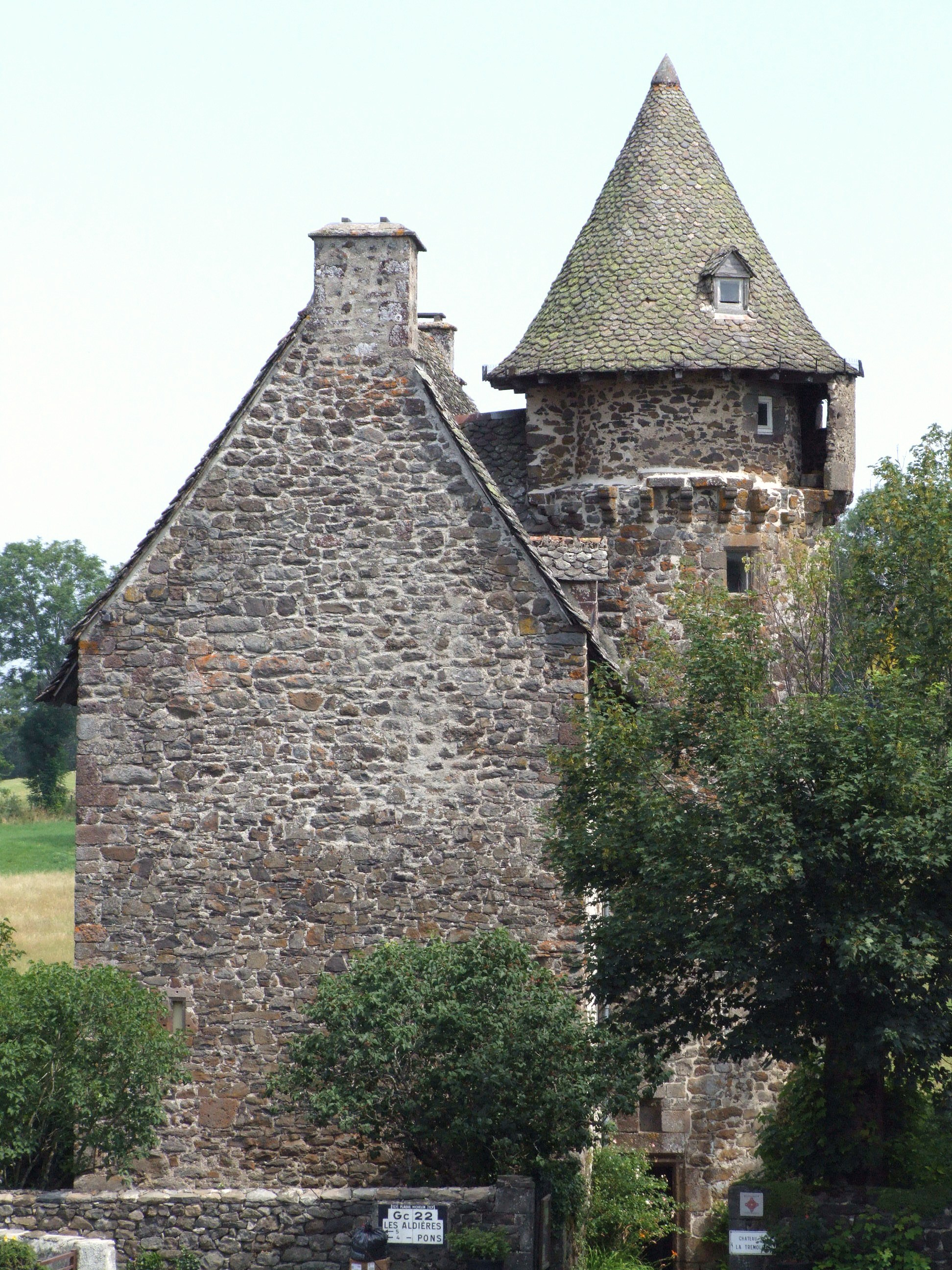
Замок Ла-Тремольер
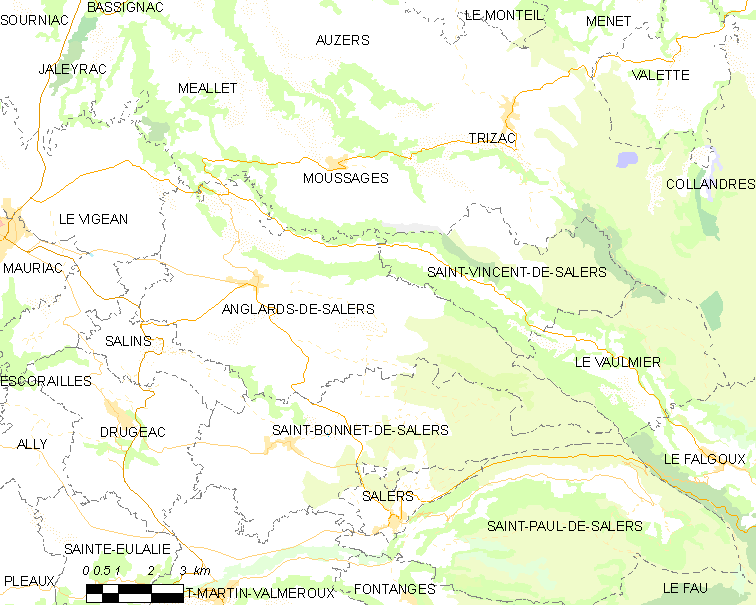
Карта коммуны